# Calonne-sur-la-Lys
Calonne-sur-la-Lys település Franciaországban, Pas-de-Calais megyében. Lakosainak száma 1578 fő (2022. január 1.). Calonne-sur-la-Lys Merville, Lestrem, Mont-Bernanchon, Robecq, Saint-Floris és Hinges községekkel határos.

## Népesség
A település népességének változása:
| Lakosok száma | 1611 | 1585 | 1584 | 1545 | 1539 | 1540 | 1543 | 1560 | 1578 |
|               | 2013 | 2015 | 2016 | 2017 | 2018 | 2019 | 2020 | 2021 | 2022 |